# Сюряоя
Сюряоя — река в России, протекает по Пряжинскому району Карелии. Устье реки находится в 61 км от устья Видлицы по правому берегу. Длина реки составляет 11 км.
Западнее устья находится посёлок Койвусельга

## Данные водного реестра
По данным государственного водного реестра России относится к Балтийскому бассейновому округу, водохозяйственный участок реки — Водные объекты бассейна оз. Ладожское без рр. Волхов, Свирь и Сясь, речной подбассейн реки — Нева и реки бассейна Ладожского озера (без подбассейна Свирь и Волхов, российская часть бассейнов). Относится к речному бассейну реки Нева (включая бассейны рек Онежского и Ладожского озера).
Код объекта в государственном водном реестре — 01040300212102000011587.